# Diphthamid
Diphthamid ist eine von Histidin abgeleitete Aminosäure, die nur bei einem Schritt der Elongation in der Proteinbiosynthese eine Rolle spielt. Weitere biologische Funktionen und ein Vorkommen außerhalb der Proteinbiosynthese sind nicht bekannt. Der Name leitet sich vom Diphtherietoxin ab, dessen Hemmwirkung am Diphthamid ansetzt. Die vergleichbaren Toxine Exotoxin A und Choleratoxin wirken ebenfalls am Diphthamid.
Bei der Elongation in Eukaryoten und Archaeen enthält der dabei nötige Elongationsfaktor 2 (EF-2) in seiner Peptidkette an einer Position statt der Aminosäure Histidin das davon abgeleitete Diphthamid. Die Biosynthese ist komplex, es sind mindestens sieben Proteine daran beteiligt. Im Verlauf der Biosynthese wird das Histidin in der in die Peptidkette eingebauten Form zum Diphthamid modifiziert.
Die 3-Amino-3-Carboxypropylgruppe aus S-Adenosylmethionin wird dabei als Radikal auf das Histidin übertragen. Anschließend katalysiert eine Methyltransferase die Trimethylierung und eine Synthase eine Amidierung.